# Единство (провинция)
Вижте пояснителната страница за други значения на Единство.
Единство или Ал Уахда (на английски: Unity; на арабски: الوحدة) е една от 10-те провинции на Южен Судан. Разположена е в северната част на страната. Заема площ от 35 956 km² и има население от 585 801 души (по данни от 2008 година). Главен град на провинцията е Бентиу. В региона се намират големи залежи от нефт.

## Нефтените залежи
Първите южносудански залежи от нефт са открити именно на територията на провинцията още през 70-те години на XX век. В резултат на дейността на международните нефтени компании, наети да търсят нефт в района, е осъществено масово изселване на местното население.
Нефтените полета на Единство са разположени в Мугладския басейн, в който са съсредоточени най-големите въглеводородни отлагания, които се ценяват на приблизително 150 млн. барела нефт. Големият Нилски нефтопровод започва именно от петролните полета на провинция Единство.